# Louis Bull
Louis Bull (ᑭᓭ ᐸᑎᓇᕽ ou  kisipatnahk en cri) est une bande crie en Alberta au Canada. Sa principale réserve est Louis Bull 138B (en). En janvier 2022, elle a une population inscrite de 2 395 membres. Elle est signataire du Traité numéro 6.

## Géographie
La Première Nation de Louis Bull possède une réserve, Louis Bull 138B (en), qui couvre une superficie de 3 388,1 hectares, située à 16 km au sud-ouest de Wetaskiwin en Alberta. Elle partage également la réserve Pigeon Lake 138A (en) avec trois autres Premières Nations. Celle-ci est située  à 39 km à l'ouest de Wetaskiwin et couvre une superficie de 1 921,1 hectares.

## Démographie
Les membres de la Première Nation de Louis Bull sont des Cris. En janvier 2022, la bande avait une population inscrite totale de 2 395 membres dont 502 vivaient hors réserve.
Selon le recensement de 2011, sur une population totale de 1 795 personnes, 99,7 % de la population connaissent l'anglais, 23,7 % connaissent une langue autochtone et personne ne connait le français. 33,1 % de la population ont une langue autochtone encore comprise en tant que langue maternelle et 9,2 % parlent une langue autochtone à la maison.

## Gouvernance
Louis Bull est gouvernée par un conseil de bande élu selon un système électoral selon la coutume basé sur la section 10 de la Loi sur les Indiens. Pour le mandat de 2019 à 2022, ce conseil est composé du chef Irvin Bull et de huit conseillers.
La Première Nation de Louis Bull est affiliée avec le conseil tribal cri de Maskwacis.